# Ida Gerhardt

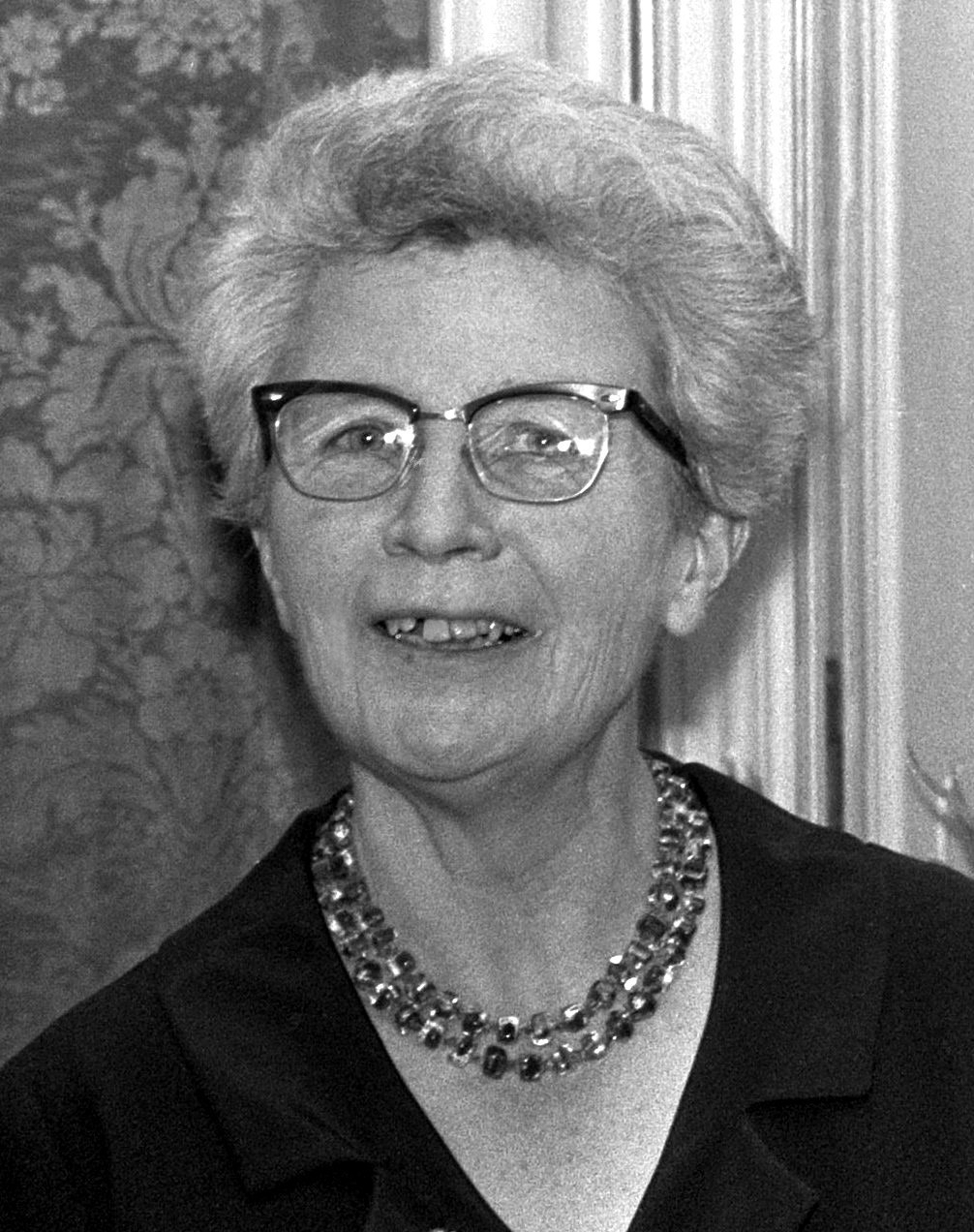
Ida Gerhardt bei der Verleihung des Martinus-Nijhoff-Übersetzerpreises am 26. Januar 1968

Ida Gardina Margaretha Gerhardt (* 11. Mai 1905 in Gorinchem, Niederlande; † 15. August 1997 in Warnsveld, Niederlande) war eine niederländische Dichterin, Altphilologin und Übersetzerin.

## Leben
Gerhardt besuchte in ihrer Heimatstadt Rotterdam das Erasmus-Gymnasium und studierte von 1924 bis 1933 Klassische Philologie in Leiden und Utrecht. Sie arbeitete als Lehrerin und promovierte 1942 mit einer Übersetzung von De rerum natura von Lukrez. 1951 warb der Reformpädagoge Kees Boeke sie als Lehrerin für seine Reformschule Werkplaats Kindergemeenschap an, wo sie bis 1963 klassische Sprachen unterrichtete.
Mit 30 Jahren begann sie mit dem Dichten. Kurz vor Beginn des Zweiten Weltkriegs veröffentlichte sie ihren ersten Gedichtband Kosmos, eine erste Gesamtausgabe ihrer Gedichte erschien 1980. Sie bewunderte Sappho und schrieb auch Gedichte in Sapphischen Strophen.

## Werke
- 1940: Kosmos
- 1945: Het veerhuis
- 1947: Buiten schot
- 1948: Bij de jaarwende
- 1949: Kwatrijnen in opdracht
- 1951: Sonnetten van een leraar
- 1955: Het levend monogram
- 1956: De argelozen
- 1961: De hovenier
- 1966: De slechtvalk
- 1970: De ravenveer

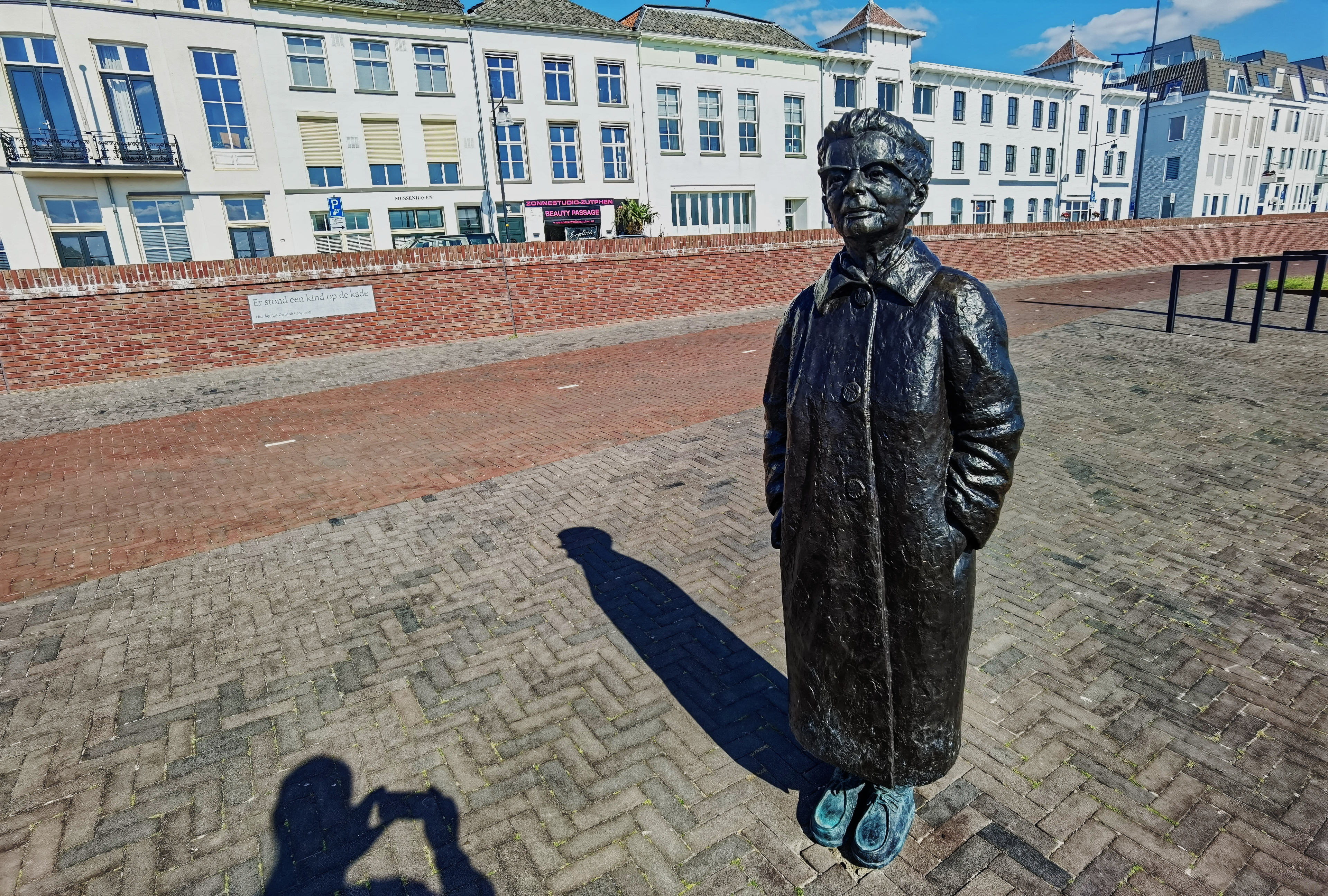
Statue für Ida Gerhardt in Zutphen

- 1971: Twee uur: de klokken antwoordden elkaar
- 1971: Achter een woord verscholen
- 1974: Vijf vuurstenen
- 1978: Vroege verzen
- 1979: Het sterreschip
- 1980: Nu ik hier iets zeggen mag
- 1980: Verzamelde gedichten
- 1980: Dolen en dromen
- 1983: De zomen van het licht
- 1988: De wording
- 1988: De adelaarsvarens
- 1990: Wijs de weg van de eeuwigheid mij (mit Marie van der Zeyde)
- 1996: Hoefprent van Pegasus
- 1998: Anamnèsis (Notizen für eine Rede)
- 1999: Verzamelde gedichten (in drei Teilen)
- 2001: Zeven maal om de aarde te gaan
- 2001: Brieven aan Céleste (mit Marie van der Zeyde)
- 2001: Dolen en dromen
- 2005: Courage! – Brieven

## Übersetzungen
- 1942: Lukrez: De natuur en haar vormen, boek I en boek V (De rerum natura, Dissertation)
- 1949: Vergil: Het boerenbedrijf (Georgica)
- 1972: Die Psalmen (aus dem Hebräischen übersetzt von Ida Gerhardt und Marie van der Zeyde)

## Auszeichnungen und Ehrungen
- 1945: Lucy B. en C.W. van der Hoogtprijs für Het veerhuis
- 1956: Poëzieprijs van de gemeente Amsterdam für Het levend monogram
- 1962: Poëzieprijs van de gemeente Amsterdam für De hovenier
- 1967: Marianne Philips-prijs für ihr Gesamtwerk
- 1968: Martinus-Nijhoff-Übersetzerpreis für ihre Übersetzung von Vergils Georgica
- 1970: Culturele prijs van de gemeente Arnhem für ihr Gesamtwerk
- 1971: Poëzieprijs van de gemeente Amsterdam für De ravenveer
- 1979: Prijs voor Meesterschap für ihr Gesamtwerk
- 1979: P.C.-Hooft-Preis für ihr Gesamtwerk
- 1998 stiftete der Gemeinderat von Zutphen den Ida-Gerhardt-Poesiepreis, der seit 2000 zweijährlich verliehen wird.